# Isabel Díaz Ayuso
Isabel Díaz Ayuso (Isabel Natividad Díaz Ayuso), född den 17 oktober 1978 i Madrid, är en spansk politiker för Partido Popular. Díaz Ayuso är sedan augusti 2019 president för Comunidad de Madrid.
Den 10 mars 2021 tillkännagav Díaz Ayuso att alliansen mellan Partido Popular och Ciudadanos (Cs) nu hade brutits och rådsförsamlingen upplösts. Alla rådsmedlemmar från Cs avskedades och Ayuso kallade till nyval i Madridregionen den 4 maj. Alliansen mellan Partido Popular och Ciudadanos hade fungerat sedan det senaste valet 2019. Orsaken till brytningen var att Socialistpartiet i Murciaregionen (PSOE) och Ciudadanos (Cs) hade meddelat att man tänkte lägga fram en misstroendeförklaring mot regionregeringen under ledning av Partido popular. Både PSOE Madrid och Más Madrid lämnade emellertid misstroendeförklaring mot Ayuso i ett försök att stoppa upplösningen av kammaren. Detta orsakade en konflikt hur stadgarna skulle tolkas vilken måste lösas rättsligt. Om misstroendeförklaringen hade lagts fram först, skulle Díaz Ayuso inte kunna utlysa nyval, och om valet hade blivit utlyst först skulle den regionala församlingen upplösas officiellt. Slutligen beslutade överdomstolen i Madrid att utlysningen av valet gick före misstroendeförklaringen.
Vid valet den 4 maj 2021 i Comunidad de Madrid vann Partido Popular i 176 kommuner av 178. Valdeltagandet var rekordstort: 76,13 procent Resultatet innebar en fördubbling av PPs mandat.